# Walter Sutkowski

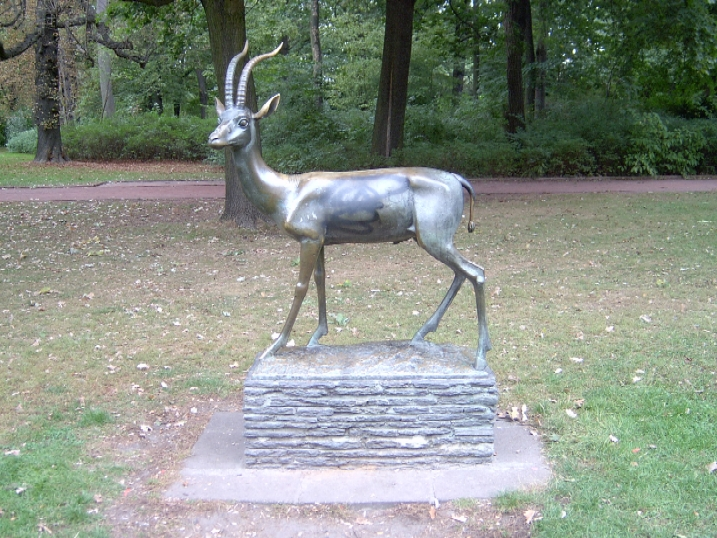
Gazelle im Bürgerpark Berlin-Pankow, 1958

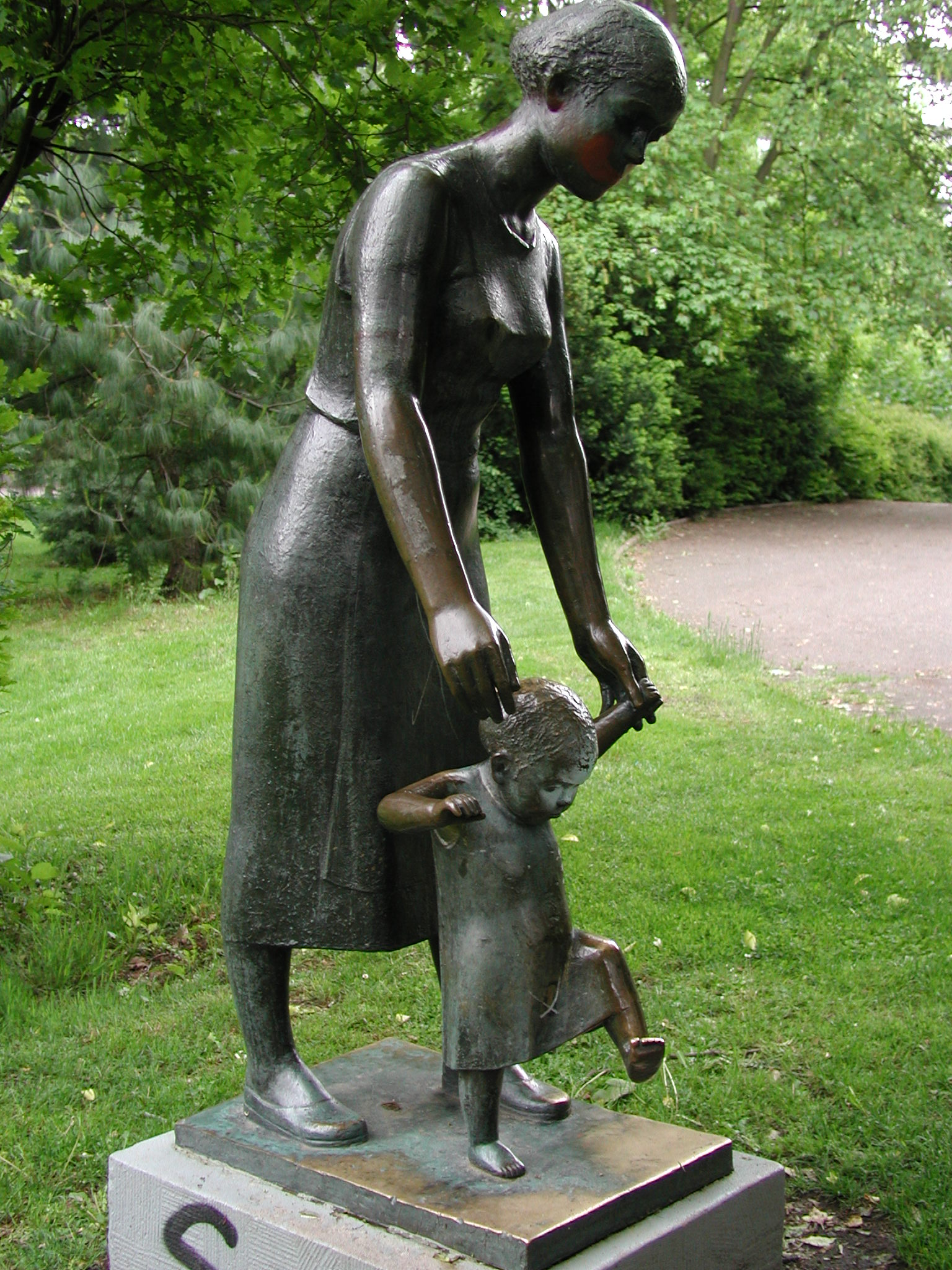
Mutter mit Kind

Walter Sutkowski (* 4. Oktober 1890 in Danzig; † 10. Februar 1983 in Ost-Berlin) war ein deutscher Bildhauer und Medailleur.

## Leben
Er absolvierte nach einer vierjährigen Steinmetzlehre in Danzig ab 1911 an der Unterrichtsanstalt des Kunstgewerbemuseums in Berlin eine Ausbildung zum Bildhauer und schloss 1914 als Meisterschüler von Joseph Wackerle ab. Danach wurde er Sanitäter im Ersten Weltkrieg. In den zwanziger Jahren machte Walter Sutkowski vor allem architekturbezogene Kunst (Fries im U-Bahnhof Wittenbergplatz), Keramikarbeiten (angekauft durch das Thaulow-Museum Kiel, 1921, das Märkische Museum Berlin, 1925 und das Bayrische National-Museum München, 1926), Holzplastiken, Terrakotten (Segnender Christus), Supraporte für die Kirche auf dem Tempelhofer Feld in Berlin und Restaurierungen (Trierer Domfiguren).
Er war Mitglied des Werkbunds und nahm bis 1933 an über 25 Ausstellungen im In- und Ausland teil, unter anderem in der Berliner Sezession, in Monza, Italien (1925), eine Wanderausstellung in den USA. Zu seinen wichtigsten Arbeiten dieser Jahre gehören die Plastiken Der Jüngling und Die Fliehende. Während des Dritten Reichs galten seine Arbeiten als „Entartete Kunst“. Er erhielt keine öffentlichen Aufträge und konnte sich nicht an Ausstellungen beteiligen. Ein Mietatelier in der Prinz-Albrecht-Straße 8, das er seit 1924 mit anderen Bildhauern hatte, verlor er 1933, als die Gestapo das Gebäude übernahm. Danach baute er sich ein Haus mit Atelier im Birkenheidering 43 in Berlin-Grünau, in dem er fortan arbeitete und ausstellte.
Nach 1945 begann eine zweite Schaffensperiode für Walter Sutkowski. In dieser Zeit engagierte er sich auch im Verband Bildender Künstler in Ost-Berlin und war Gründungsmitglied des Kulturbundes in Berlin-Köpenick, zog sich in den sechziger Jahren aber aus diesen Ämtern zurück. Er schuf zahlreiche Plastiken und Keramikarbeiten, unter anderem für den Tierpark Berlin-Friedrichsfelde die Bronzeplastiken Zwei Gazellen (1956), Springende Hechte (Brunnenfiguren, 1958) und ein Klettergerüst auf dem Kinderspielplatz mit Tiermärchen- und Fabelfiguren (1965). Eine weitere wichtige Arbeit dieser Zeit ist die Großplastik Der erste Schritt, die heute auf dem Münsterlandplatz in Berlin-Rummelsburg steht. Daneben führte er Restaurierungen aus wie den Bärenbrunnen von Lederer, das Denkmal Friedrich II. von Rauch, Stuckdecken in den Schlössern Charlottenburg, Tegel und Köpenick. Außerdem fertigte Sutkowski weiter architekturbezogene Kunst, so Ornamente für Kindertagesstätten und Schulen (Schmetterling, Ahornblatt, Fische).
Als große, das Lebenswerk Walter Sutkowskis abschließende Arbeit gilt sein Denkmal für die Opfer der Köpenicker Blutwoche Die Faust, das er 1969, im Alter von fast 80 Jahren, fertigstellte. Die Reliefwand kam 1971 hinzu.

## Museumsankäufe
- Kunstgewerbemuseum Berlin-Köpenick: Dame mit Hund[4]
- Kloster-Galerie Magdeburg, Abt. Kleinplastik (Der Jüngling, Die Fliehende, Die Badende)

## Ausstellungen in der DDR

### Einzelausstellungen
- 1979: Berlin, Kunstgewerbemuseum Köpenick (Querschnitt durch sein Schaffen)
- 2004: Berlin, Heimatmuseum Köpenick („Leben und Werk Walter Sutkowskis“)

### Ausstellungsbeteiligungen
- 1952: Bautzen, Görlitz und Zittau („Berliner Künstler“)
- 1962/1963: Dresden, Fünfte Deutsche Kunstausstellung
- 1958, 1960 und 1975: Berlin, Bezirkskunstausstellungen